# 甘木インターチェンジ
甘木インターチェンジ（あまぎインターチェンジ）は、福岡県朝倉市にある大分自動車道のインターチェンジであり、バス停留所を併設している。

## 歴史
- 1987年2月5日 : 鳥栖JCT - 朝倉IC間開通にともない供用開始。

## 接続する道路

### 直接接続
- 福岡県道8号馬田頓田線

### 間接接続
- 国道322号
- 国道386号
- 国道500号

## 料金所
- ブース数：4

### 入口
- ブース数：2
  - ETC専用：1
  - ETC/一般：1

### 出口
- ブース数：2
  - ETC専用：1
  - 一般：1

## 甘木バスストップ
甘木バスストップ（あまぎバスストップ）は、福岡県朝倉市にある大分自動車道の甘木インターチェンジに併設された高速バス用バス停留所である。バス事業者の間では、高速甘木（こうそくあまぎ）という名称が使われており、一般的にはこの通称名で呼ばれている。
当停留所停車時は、本線車道からいったん降りてランプウェイに入り、料金所手前でバス停留所専用道路に入ることで料金所を通らず停車できる構造になっており、両方向とも同一の停留所設備を使用する。

### 停車路線
| 路線愛称     | 運行会社                                  | 方面 |
| ------------ | ----------------------------------------- | --- |
| ひた号       | 西日本鉄道 日田バス                       | 日田行き：杷木 → 日田（城内豆田入口・日田BT・日田営業所） 福岡行き：高速基山 → 筑紫野 → 福岡空港（国内線） → 福岡（天神高速BT・博多BT） |
| サンライト号 | 長崎県交通局 長崎自動車 大分交通 大分バス | 大分行き：杷木 → 玖珠IC → 湯布院IC → 別府（鉄輪・北浜） → 大分（トキハ前・新川） 長崎行き：大村木場 → 諫早IC → 長崎（昭和町・長崎駅前） |

なお、かつてはゆふいん号も停車していたが、2020年4月1日のダイヤ改正を以て全便通過となった。

### 隣接バスストップ
- 大刀洗BS - 甘木バスストップ - 朝倉BS

### 交通アクセス
- 甘木観光バス 甘木市街地循環線「甘木インター」バス停隣接
- 西鉄甘木線馬田駅から徒歩15分。

## インターチェンジ周辺
- ヤマダデンキテックランドNew甘木店[2]
- イオン甘木ショッピングセンター[3]
- 朝倉市役所（旧・甘木市役所）[4]
- 秋月地区（秋月城跡・武家屋敷・梅園公園など）
- 甘木公園
- 平塚川添遺跡公園
- 須賀神社[5]

## 隣
E34 大分自動車道
(1) 筑後小郡IC - 大刀洗PA （下り線のみ） - (2)甘木IC - (3) 朝倉IC